# Monte Ceresa
Le Monte Ceresa est un sommet de l'Apennin ombro-marchesan s'élevant à 1 494 mètres d'altitude, situé sur le territoire de la commune de Montegallo, dans la province d'Ascoli Piceno, dans la région des Marches, en Italie centrale.
Il se trouve sur le territoire de la communauté de montagne du Tronto (it).

## Situation
Le Monte Ceresa se trouve à proximité des monts de la Laga et de deux fleuves, le Tronto et le Fluvione, aux confins de deux parcs nationaux, le parc national des Monts Sibyllins, au nord-ouest, et le parc national du Gran Sasso e Monti della Laga, au sud.